# Francesco Buzomi
Francesco Buzoni (Nápoles, febrero de 1576 - Macao, 1 de julio de 1639) Misionero, profesor, superior.

## Vida
Estudió humanidades dos años y derecho civil antes de entrar en la Compañía de Jesús. Continuó su formación humanística y filosófica en su ciudad natal hasta 1599. En el colegio de Lecce fue procurador por dos años. Dirigió la Academia de Filosofía y la congregación de los colegiales. Cursada la teología (1603-1607) en el Colegio del Nombre de Jesús de Nápoles, fue ministro (1607-1609) en la casa profesa de la ciudad. Se embarcó en Lisboa el 23 de marzo de 1609 en la nave capitana Nossa Senhora da Piedade. Parece seguro que al año siguiente continuó su periplo hasta Macao, donde enseñó teología cinco cursos. El 28 de enero de 1615 llegó a Cochinchina (Vietnam) enviado por el provincial de Japón Valentim Carvalho, acompañado por Diego Carvalho y los hermanos japoneses Tsuchimochi José y Saito Pablo y el hermano portugués Antonio Dias para fundar la nueva misión. En Turán (Đà Nẵng) edificaron una iglesia y Buzoni pasó a Cachan (Quảng Nam), donde bautizó unas 300 personas. Por enfermedad fue llamado a Macao en 1617. Convalecido y hecha su profesión, volvió a Cochinchina en 1618 para fundar la residencia de Pulocambi (Quy Nhơn) cuyo superiorato entregó ese mismo año a Pedro Marques senior, que había sido llamado de Japón y enviado de Macao por el visitador Francisco Vieira. Esta vez eligió Nuoc Man como centro de operaciones en diversas provincias. En 1629, salió desterrado a Camboya, pero volvió a entrar en Champa. De nuevo enfermo, se trasladó a Faifo (Hội An), donde el jefe no cristiano de los japoneses se unió a los holandeses y logró un nuevo destierro de Buzoni a Macao. Regresó a Camboya el 24 de enero de 1631. En 1633 el monarca de Cochinchina pidió que Buzoni y otros misioneros volvieran a su reino, y el 11 de marzo de 1635, el visitador Andrés Palmeiro le nombró superior de la misión, aunque Buzoni comenzó su cargo solo el 13 de julio de ese año. Participó en Macao en la Congregación Provincial de Japón (9-22 de septiembre de 1638). De nuevo en Cochinchina el año siguiente, el Rey expulsó una vez más a los misioneros. Buzoni se dirigió a Macao, donde terminó sus días. Según Alexandre de Rhodes, fue un apóstol infatigable, firme en el cumplimento de sus resoluciones. Dejó en Cochinchina una cristiandad de 12.000 fieles allí donde no había encontrado sino un puñado en 1615. A sus cristianos había dejado en herencia una apología del catolicismo escrita en la lengua nacional.